# Cantone di Gardanne
Il Cantone di Gardanne è una divisione amministrativa dell'arrondissement di Aix-en-Provence.
A seguito della riforma approvata con decreto del 18 febbraio 2014, che ha avuto attuazione dopo le elezioni dipartimentali del 2015, è passato da 4 a 5 comuni.

## Composizione
I quattro comuni che ne facevano parte, prima della riforma del 2014, erano:
- Bouc-Bel-Air
- Gardanne
- Mimet
- Simiane-Collongue

Dal 2015 i comuni appartenenti al cantone sono i seguenti 5:
- Gardanne
- Mimet
- Les Pennes-Mirabeau
- Septèmes-les-Vallons
- Simiane-Collongue